# Eigersund
Eigersund è un comune norvegese della contea di Rogaland.